# Фергусонов ефекат
Фергусонов ефекат се односи на појаву повећањa стопе криминалитета у заједници узроковано смањеним проактивним радом полиције због неповерења и непријатељства заједнице према полицији.  Фергусонов ефекат је први пут употребљен након што је полиција забележила пораст насиља након пуцњаве на Мајкла Брауна 2014. године у Фергусону, Мисури. Термин је сковао Доијл Сам Дотсон III, шеф полиције Сент Луис, да би објаснио повећану стопу убистава у неким америчким градовима након немира у Фергусону.  Да ли овај ефекат заиста постоји, предмет је расправа.

## Позадина
Израз је сковао шеф полиције Сент Луиса Сам Дотсон у колумни из 2014. у Ст. Лоуис Пост-Диспеч. Дотсон је у колумни рекао да су се, након протеста у Фергусону изазваних пуцњавом на Мајкла Брауна у августу, његови службеници двоумили да ли да спроводе закон због страха да ће бити оптужени за расну мржњу и да се „криминални елемент осећа оснаженим“ резултат медијске кампање.
Израз је постао популаран након што га је Хеатхер Мек Доналд употребила 29. маја 2015. године у издању Вол Стрит Журнала.   Оптужени је изјавио да је пораст стопе криминала у неким америчким градовима настао због „агитације“ против полицијских снага. Такође је тврдио да ће се, уколико се демонизација спровођења закона не прекине, изгубити ослобађајући ефекти у градској безбедности, цитирајући бројне полицајце који су рекли да је полицијски морал био на најнижем нивоу. 2015. године, Рахм Емануел, градоначелник Чикага, предложио је да национална реакција против полицијске бруталности доведе до одвајања полицајаца, што је заузврат довело до повећања насилног криминала. 
У мају 2016. године директор ФБИ-а Џејмс Комеи користио је израз „вирусни видео ефекат“ када је коментарисао значајно повећање стопе убистава у многим великим градовима САД у првој половини године. Комеи је посебно издвојио градове Чикаго (где је број убистава порастао за 54 процента у односу на 2015. годину) и Лас Вегас. 
У октобру 2016. године наведен је Фергусонов ефекат у случају у којем је осумњичени неколико минута тукао полицајца из Чикага, али је овај одлучио да не извлачи службено оружје, забринут због медијске пажње која би се појавила ако би пуцао на осумњиченог . 

## Истраживања
Студија Универзитета у Колораду у Боулдеру из фебруара 2016. године проучавала је статистику криминала из 81 америчког града и није пронашла доказе о Фергусоновом ефекту у погледу укупног, насилног или имовинског криминала, али је утврђено повећање стопе пљачки након пуцњаве на Мајкла Брауна. Студија је закључила да је „сваки Фергусонов ефекат углавном ограничен на градове са историјски високим нивоом насиља, великим бројем црнаца и социјално-економским недостацима“. 
Студија истраживача Универзитета Џонс Хопкинс Стефана Л. Моргана и Џоел Пали-а из марта 2016. године забележила је велики пад хапшења и пораст насилног криминала у Балтимору након смрти Фреддиеја Греиа, у складу са Фергусоновим ефектом. Међутим, они су истакли одређене квалификације и упозорења због којих је било нејасно треба ли пораст злочина сматрати доказом Фергусоновог ефекта. 
Студија Росенфелд Универзитета у Мисоурију из јуна 2016. године, коју је објавио Национални институт за правду, открила је да је током 2015. године дошло до „невиђеног“ повећања броја убистава за 16,8% у 56 великих градова, и испитала Фергусонов ефекат као једно од три веродостојна објашњења која се препоручују за даља истраживања. Росенфелд је изјавио да „једино право објашњење овде даје верзија Фергусоновог ефекта“ и да је то његова „главна хипотеза“. 
Студија из 2017. године открила је да је број насилних злочина порастао више у градова у којима је забринутост због полицијског насиља била највећа. 
Још једна студија из 2017. године показала је да је након пуцњаве на Мајкла Брајана, заустављен полицијски рад док је стопа насиља расла током полицијских претрага у држави Миссоури. Студија није утврдила везу између промена у полицијској активности и стопе криминала. 
У 2018. години, УСА Тудеј је известио о наглом повећању броја убистава у Балтимору након локалне смрти Фреддиеја Граи-а у априлу 2015. године, показујући 527 случајева који су се догодили у претходне три године, у поређењу са 859 у наредне три године. Ово је било праћено полицијом која је очигледно жмурила на уобичајени улични злочин, са скоро 50% смањења у полицијским извештајима да су и сами уочили потенцијалне прекршаје. 
У јуну 2020. године, економиста са Харварда Роланд Фриер и Танаиа Деви објавили су рад који показује доказе о Фергусоновом ефекту. У пет градова у којима је смртоносна пуцњава која је постала вирусна претходила је истрази о криминалу и полицији, открили су да се стопа насилних злочина повећала, што је резултирало са додатних 900 убистава и 34.000 више кривичних дела током две године. Они сугеришу да је то узроковано променама у броју полиције. 